# Testa del Battista (artista fiorentino)
La Testa del Battista è una scultura frammentaria marmoreo a tutto tondo di un artista fiorentino, databile al 1300 – 1350 circa e conservata nel Museo dell'Opera del Duomo di Firenze. In tutta probabilità proviene da il gruppo scultoreo sopra la porta nord del battistero di Firenze.

## Storia
Un gruppo della Predica del Battista si trovava sulla porta nord, dove venne rimosso nel 1506 e sostituito con tre sculture di analogo soggetto di Francesco Rustici.

## Descrizione e stile
Delle tre statue del gruppo (il Battista, un "gentile" e un fariseo) è stata riconosciuta solo la testa del Battista, caratterizzata da una forma allungata e da un'intensa espressività. Le lunghe ciocche compiono ampie onde, ma non presentano ancora quei solchi a trapano che creano zone d'ombra come nella simile testa proveniente dal gruppo del Battesimo di Cristo nello stesso museo.

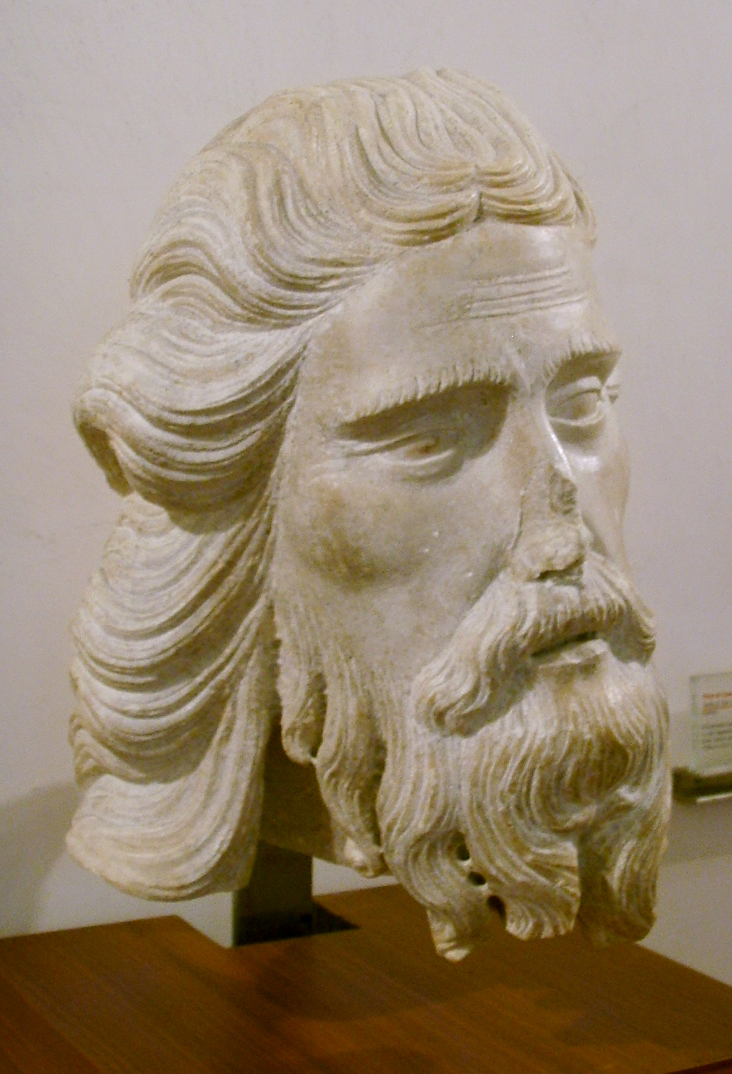
Altra veduta
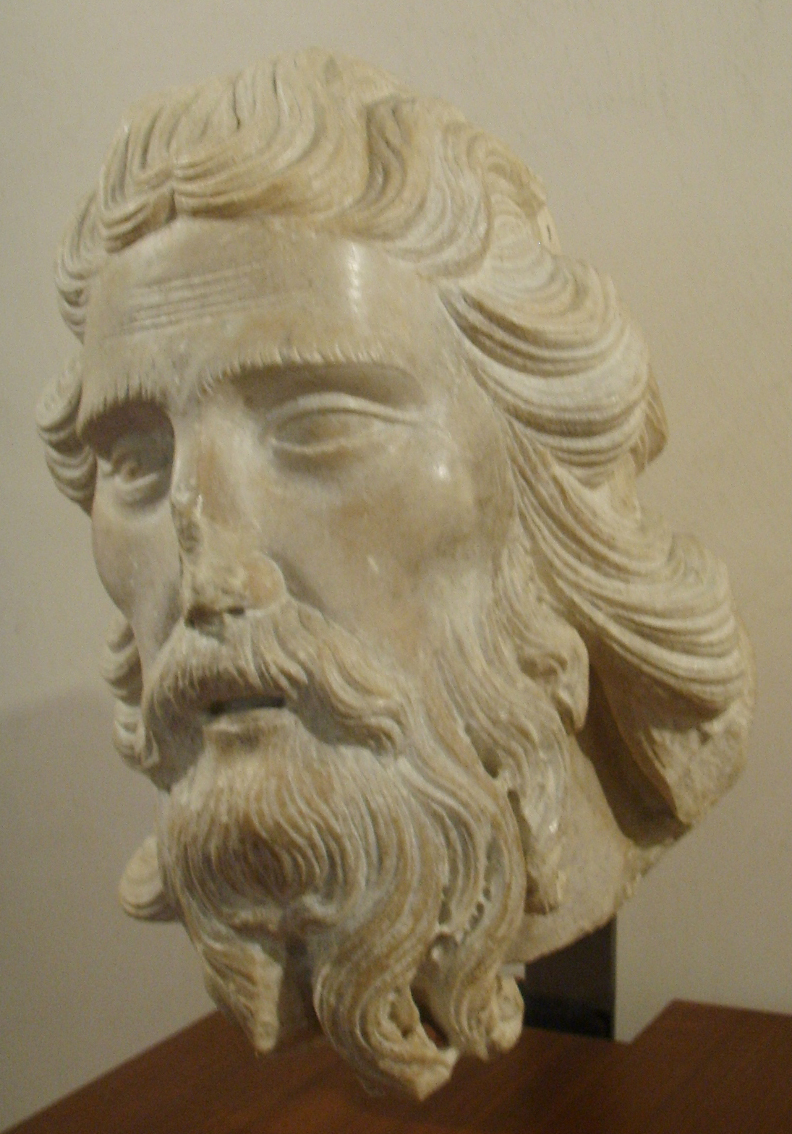
Altra veduta